# 고토바 천황
고토바 천황(일본어: 後鳥羽天皇, 1180년 8월 6일 ~ 1239년 3월 31일)은 일본의 제82대 천황(재위:1185~1198)이었다.
아명은 다카히라(尊成)이며, 다카나리(たかなり)라고도 한다. 호칭의 유래는 74대 천황 도바 천황에서 따왔다. 

## 생애

### 신기(神器)가 없는 즉위
다카쿠라 천황의 넷째 아들로 고시라카와 천황의 손자였다. 어머니는 보몬 쇼쿠시(坊門殖子)로 후지와라씨의 보몬 노부타카의 딸이다.
고토바는 4세에 즉위하였다. 주에이(壽永) 2년(1183년) 7월 25일, 기소 요시나카(木曾義仲)의 군대가 교토에 육박하자 헤이케는 안토쿠 천황(安德天皇)과 삼종신기를 받들고 사이고쿠(西國)로 피했다. 이를 따르지 않고 교토에 남았던 고시라카와인(後白河院)과 조정의 공경(公卿) 사이에는 헤이케를 칠 것인지 평화적인 교섭으로 주상과 삼종신기를 귀환시킬지를 두고 의견이 나뉘었고, 이 과정에서 헤이케 타도에 공을 세운 요시나카나 미나모토노 요리토모(源賴朝)에 대한 은상 문제나 정무의 정체 및 공석이 된 옥좌를 채우기 위해 새 주상을 세워야 한다는 문제가 부상하며 갔다. 8월에 이르러 고시라카와인은 신기가 없이 그대로 새 주상을 즉위시킬 것인지 아니면 그대로 안토쿠 천황에게 기대를 걸지를 두고 점쳐보게 하고 점을 친 결과를 가지고 측근 구조 가네자네(九條兼實)에게 칙문했다.
고시라카와인의 우유부단한 태도에 불만을 가진 가네자네였지만, 천자의 자리를 하루라도 비워둘 수 없다는 입장에서 새로운 주상을 세우자는 데에 찬동했고, 선대 게이타이 천황(繼體天皇)도 즉위 이전에 이미 천황을 칭하고 그 다음에 삼종신기를 받았던 선례가 있다는 대답을 전했다. 10일에 고시라카와인은 재차 좌우 내대신 등에게 의견을 요구하며 나아가 박사들에게 자문을 요구했다. 새 주상의 후보로서 호쿠리쿠노미야(北陸宮)가 거론되기도 했지만, 고시라카와 법황은 안토쿠 천황의 이복 동생이었던 4세의 다카히라 친왕을 즉위시키기로 결정했다. 《구칸쇼》에는 다카히라 친왕의 성격이 좋고 낯가림도 심하지 않은 점을 법황이 높이샀다고 적고 있으며, 아울러 고시라카와인의 후궁이었던 단고노 쓰보네(丹後局)의 진언이 있었다고 한다. 8월 20일, 태상천황(太上天皇, 고시라카와인)의 인젠(院宣)을 받는 형태로 천조(踐祚)가 이루어졌다. 그 의식은 삼종신기가 없다는 것을 빼고는 양위의 예를 그대로 모방해 행해졌으며, 즉위식도 마찬가지로 겐랴쿠(建曆) 원년 7월 28일에, 똑같이 신기가 없이 행해졌다(안토쿠 천황이 퇴위하지 않은 채 즉위했기에, 주에이 2년(1183년)부터 헤이케가 멸망하는 분지 원년(1185년)까지 두 천황의 재위 기간이 2년간 겹친다).
단노우라 전투로 헤이케가 멸망하면서 다른 헤이케 일문의 사람들과 함께 안토쿠 천황도 투신 자살했지만, 삼종신기 가운데 보검만은 바다에 가라앉은 채 결국 회수되지 못했다. 분지 3년(1188년) 9월 27일, 보검 수색을 맡았던 사에키 가게히로(佐伯景弘)로부터 보검을 찾는데 실패했다는 보고가 전해진 뒤 수색은 사실상 중지되었다. 이후도 겐큐(建久) 원년(1190년) 1월 3일에 행해진 천황의 원복 의식도 삼종신기가 모두 갖추어지지 못한 상태에서 이루어졌다. 조겐(承元) 4년(1210년)에 준토쿠 천황(順德天皇)의 천조에 즈음해서는 이미 상황으로 물러나 있던 고토바 천황은, 삼종신기가 교토로부터 꺼내지기 한 달 전에 이세 신궁에서 고시라카와 법황에게 헌상했던 검을 보검 대신으로 간주하기로 했다.
'전통'을 무엇보다도 중시하는 궁정 사회에 있어 천황의 상징인 삼종신기가 갖추어지지도 않은 채 치세를 보냈던 고토바 천황에게 이것은 일종의 '컴플렉스'로 그가 폐위되어 사망하는 순간까지도 이어졌다. 군왕으로서의 그의 치세를 비판할 때마다 으레 튀어나온 것이 바로 신기의 부재였다. 이것을 고토바 천황 자신의 부덕과 연결지어 말하는 일이 있었던 것이다. 이 일련의 '컴플렉스'를 극복하기 위해 강력한 왕권의 존재를 안팎으로 드러낼 필요가 있었고 그것이 그의 과격한 성격 만큼이나 강경적인 정치 자세, 나아가 조큐의 난이라는 고토비 천황 개인, 나아가 일본 왕실 역사의 가장 비극적이고 끔찍했던 역사의 원인이 되었다고 보기도 한다.

### 치세 그리고 인세이
겐큐 3년(1192년) 3월까지는 고시라카와인에 의한 인세이, 고시라카와인 사후는 간파쿠 구조 가네자네에 의해 조정이 좌우되었다. 가네자네는 고시라카와인이 그토록 기피했던 미나모토노 요리토모에 대한 세이이타이쇼군(征夷大將軍)직의 수여를 실현시켰지만, 요리토모의 딸 오오히메의 입궁 문제로 요리토모의 관계가 소원해지면서 결국 7년(1196년) 쓰치미카도 미치치카(土御門通親, 미나모토노 미치치카)의 양녀가 황자를 낳은 뒤에 일어난 모종의 정변인 '겐큐 7년의 정변'으로 그의 세력은 조정으로부터 일소되었고, 가네자네의 딸 닌시(任子)도 중궁의 자리를 잃고 궁중에서 쫓겨났다. 이 정변에는 요리토모의 동의가 있었다고도 한다.
겐큐 9년(1198년) 1월 11일, 아들 다메히토(爲仁)에게 양위하고 상황이 된 뒤 그는 쓰치미카도ㆍ준토쿠ㆍ주쿄(仲恭), 조큐(承久) 3년(1221년)까지 3대 23년에 걸친 인세이을 행하게 되었다. 이는 요리토모의 반대도 무릅쓰고 강행한 것이었다. 
고토바인은 천황의 외척인 미치치카조차 배제하며 덴조비토(殿上人)들을 정리하고 인쵸(院廳) 개혁을 실시하는 등의 적극적인 정책을 채택하였고, 요리토모 사망(1199년) 뒤에 대두하는 가마쿠라 바쿠후(鎌倉幕府)에 대해서도 강경노선으로 나섰다. 
쇼지(正治) 3년(1200년)에는 백수가(百首歌)를 기획, 후지와라노 사다이에(藤原定家)를 작가로 선발하였고, 이때부터 두 사람은 와카를 통해 빈번하게 교류하기 시작하였다. 겐닌(建仁) 원년(1201년) 7월 27일에는 와카쇼(和歌所)를 설치해 이듬해 3월에 와카집 《신고킨와카슈》(新古今和歌集)가 편찬되었다. 서문에서 고토바인은 "와카는 세상을 통치하고 백성의 마음을 온화하게 만드는 길이다"라고 적었는데, 여기서 고토바 상황이 가진 천황에 의한 통치에 대한 열망을 엿볼 수 있다.
《신고킨와카슈》가 편찬된 이 해에 구조 가네자네가 출가하고 쓰치미카도 미치치카는 급사했다. 이미 고시라카와 법황이나 미나모토노 요리토모도 사망한 상태에서 명실상부한 '치천의 군(治天-君)'은 바로 고토바인 자신이었다. 이듬해인 겐닌 3년(1203년)에 이루어진 상황 주도하의 지모쿠(除目)는 그러한 상황을 잘 보여주고 있다. 또한 공사의 재흥이나 관례의 정비에도 적극적으로 임하는 등 정신적으로도 통제를 강화하려 했다. 그 어려움은 실로 '범의 꼬리를 밟은' 것과도 같았다.
그 뒤 요리토모의 아들 센벤(千幡)이 가마쿠라에서 3대 쇼군으로 옹립되자, 고토바인은 직접 그에게 '사네토모(實朝)'라는 이름을 내려주었다. 사네토모에 대한 유화책으로 막부 내부에 상황과 조정의 영향력을 확대시키는 한면, 막부측에서도 자식이 없는 사네토모의 후계로 고토바인의 아들을 맞아들여 정권을 안정시키려는 '왕족 쇼군(宮將軍)'의 구상을 밝혀오면서 조정과 막부는 잠시 안정적인 관계를 유지했다. 사네토모의 쇼군 옹립을 계기로 고토바인은 적극적인 대막부 공작을 펼쳤다. 막부의 요청으로 사네토모에게 새로운 지위를 내려주고, 자신의 근신인 보몬 노부키요(坊門信淸)의 딸을 사네토모에게 출가시키고, 사네토모의 문장 스승으로 문장박사 미나모토노 나카아키라(源中章)를 가마쿠라로 보내주기도 하였다.
그러다가 사건이 터졌다. 쇼군 사네토모가 쓰루가오카 하치만구에서 조카 구교(公曉)에게 암살당한 것이다. 더불어 '왕족 쇼군'에 대한 바쿠후의 구상도 상황의 거절로 물거품이 된다. 조큐 원년(1219년), 다이리슈고(內裏守護)를 맡고 있던 미나모토노 요리시게(源賴茂)가 사이멘노 부시(西面武士)에게 습격당해 다이리의 인수전(仁壽殿)에서 잡혀 죽었는데, 사이멘노 부시는 상황이 호쿠멘노 부시(北面武士)에 더해 자신의 경호를 위해 인(院)의 서쪽에 설치한 또 하나의 무사 조직이었다. 
그때의 화재로 인수전뿐 아니라 의양전(宜陽殿)ㆍ교서전(校書殿) 등 궐내 많은 전각이 소실되는 사건까지 일어났다. 고토바인은 이 일로 소실된 대궐(다이리)의 재건을 상경(上卿) 미나모토노 미치토모(源通具)에게 맡겨 진행시키고, 대궐 재건을 위한 역(役)을 구니마다 매겼다. 그러나 도고쿠(東國)의 지토(地頭)들이 이를 거절하는 바람에 결국에는 서쪽 지방에서의 비용만으로 다이리는 재건되었다. 다이리 재건이 조큐의 난 이전에 끝났는지 난으로 중단되었는지 확실하지는 않다. 다만 이 대궐 재건은 조정이 주도한 마지막 공사였다는 것만을 오늘날 확인할 수 있을 뿐이다.

### 조큐의 난, 그리고 몰락
조큐 3년(1221년) 5월 14일, 고토바 상황은 가마쿠라 막부의 싯켄(執權) 요시토키(義時) 추토를 명하는 인센을 내리고 기나이를 비롯한 인근 구니의 병사들을 소집해 막부 토벌의 군사를 일으켰지만, 막부의 대군에 완패하고 만다. 불과 두 달 뒤인 7월 9일, 19만에 달하는 대군을 이끌고 상경한 요시토키의 적남 야스토키(泰時)에 의해, 고토바인은 오키 제도(隱岐諸島)에 유배되었고, 아버지의 막부 타도 계획에 협력했던 준토쿠 상황도 사도(佐渡)에 유배되자, 이 일에는 관여하지 않았던 쓰치미카도 상황마저 스스로 도사(土佐)로 옮겨갔다. 세 명 상황뿐 아니라 마사나리(雅成) 친왕은 다지마(但馬), 요리히토(賴仁) 친왕은 비젠(備前)에 각각 유배되었다. 여기에 재위한지 불과 석 달도 안 된 어린 구조 폐제(당시 4세)도 폐위되고, 다카쿠라 천황의 손자인 시게히토 왕(茂仁王)이 즉위, 그 아버지로서 즉위한 적도 없는 모리사다 친왕이 고타카쿠라인(後高倉院)으로써 인세이를 행하게 되었다.
고토바인은 오키에 유배되기 직전에 출가해 법황이 되었다. 분랴쿠(文曆) 2년(1235년) 봄에 셋쇼 구조 미치이에(九條道家)가 고토바인과 준토쿠 상황의 교토 귀환을 막부에 제안했지만, 야스토키는 받아들이지 않았다고 《메이게쓰키》는 적고 있다. 
고토바인은 시조 천황(四條天皇) 때인 엔오(延應) 원년(1239년) 2월 20일, 유배지 오키에서 숨을 거두었다. 석 달 뒤 그에게 내려진 시호는 '겐토쿠인'(顯德院)이었는데, 당시의 구게였던 다이라노 쓰네타카(平経高)의 일기인 《히라도기》(平戶記)에 따르면 야스토키가 죽은 닌지(仁治) 3년(1242년) 6월에 구조 미치이에가 시호를 고칠 것을 제안하여 거듭 '고토바인'(後鳥羽院)이라는 시호를 주게 되었다는 것이다. 고타카쿠라(後高倉) 왕통의 단절로 쓰치미카도 천황의 아들 고사가 천황(後嵯峨天皇)이 즉위한 닌지 3년 7월에 정식으로 '고토바인'으로 그 시호가 결정되었다.

## 평가
고토바 천황은 무슨 일이든 자신이 몸소 나서야 직성이 풀리는 성격이었고 이는 아버지 고시라카와인으로부터 물려받은 것이기도 했다. 활을 쏘는 등의 무예나 스모에 관심을 갖기도 하고, 천황 자신이 몸소 칼을 담금질하는가 하면 도적 포획을 지휘하기도 했다. 《조큐기》에는 "수영과 스모 뿐 아니라 아침저녁으로 무예를 일삼고 밤낮으로 무기를 정리하며 병란에 대비하였다"고 기록되어 있다. 
막부를 타도하기 위해 몸소 군사를 일으킨 것도 그러한 왕권 과시적 행위의 하나였다. 그는 조큐의 난, 막부 타도를 통해 막부를 구게 정권으로 통합하고자 했다. 그러한 통합을 먼저 문화적으로 표현한 것이 거듭된 와카에 대한 관심이나 쇼군 사네토모에 대한 유화책이었고, 이것이 실패하자 결국 무력을 써서 거병했던 것이다.
겐큐 3년에 친정을 시작하고부터 천황의 정치를 지지하는 사람들은 있었다. 와카의 달인이었던 후지와라노 사다이에(데이카)를 비롯해, 경제적으로 고토바인을 섬긴 미나모토노 나카쿠니(源仲國)와 그 동생으로 학문에 조예가 깊었던 나카아키라, 스모에 뛰어났고 막부와의 교섭을 맡았던 후지와라노 다다쓰나(藤原忠綱), 궁예와 와카로 고토바인에게 인정받은 미나모토노 도모치카(源具親), 축국과 와카 시중을 들었던 아스카이 마사쓰네(飛鳥井雅經) 그리고 조큐의 난 당시 조정측 군사를 지휘했던 후지와라노 히데야스(藤原秀康)도 있었다. 
고시라카와인이 붕어한 뒤 스스로 친정했고 인세이도 행했지만, 치천의 군으로서 쓰치미카도 천황을 물러나게 하고 자신이 총애하던 준토쿠 천황을 앉혀 그 자손이 왕위를 잇도록 한 일에 대해서는 당시의 귀족 사회는 물론 다른 종친들의 불만까지 불렀고(앞서 말했듯 삼종신기가 없이 즉위한 점도 고토바인에 대한 악평을 부추겼다) 이러한 고토바인의 전제적인 폭정에 막부 토벌이라는 무모한 계획을 소수의 인의 근신을 제외한 대부분의 귀족들은 싸늘하게 대응했다. 때문에 조큐의 난 이후 이루어진 막부의 정치적 영향력 확대라는 상황을 제외하더라도 고토바인을 동정하는 의견은 적었고, 《구칸쇼》(愚管抄) · 《로쿠다이승사기》(六代勝事記) · 《신황정통기》(神皇正統記) 등의 문헌은 모두 고토바인의 최후를 "패도(覇道)를 지향한 정책이 불러온 자업자득"이라며 냉혹하게 평가하고 있다.
조큐의 난 이후 왕위 계승에 있어 '막부의 동의'를 필요로 하게 된 교토의 조정, 구게 정권은 정치의 자율성을 잃어버렸다. 그러나 간겐 2년(1244년)에는 고토바 상황을 위한 추선팔강(追善八講) 법회가 구게가 참석하는 조정 차원의 행사로 격상되고, 고사가 상황은 호지(宝治) 2년(1248년)에 앞서 고토바 상황이 정해진 행사로서 제도화했다가 조큐의 난으로 중단된 인노고쇼에서의 최승강(最勝講) 법회를 '선례'로서 부활시켰다. 이는 쓰치미카도 천황 계통인 고사가 천황(상황)이 왕위 계승 문제를 놓고 긴장 관계에 있던 준토쿠 천황 계통의 다다나리 왕(忠成王, 주쿄 천황의 남동생)과 맞서기 위해서는 쓰치미카도 계통이 고토바인의 정통 후계자임을 주장할 필요가 있었고, 그 전제 조건으로서 고토바인의 명예를 회복시킬 필요가 있었기 때문이다. 이는 다다나리왕 지지파를 억제하고 고사가 천황의 즉위를 강행한 가마쿠라 막부의 묵인 이후에 이루어진 행위였다. 이러한 정치적 의도의 고토바인 복권에 수반하여 가마쿠라 막부가 멸망한 뒤에는 가인(歌人)으로서의 고토바인을 재평가하려는 움직임도 높아져서, 《마스카가미》(增鏡)에서 고토바인의 이미지는 이러한 와카를 비롯한 「궁정 문화의 옹호자」로서의 측면이 보다 강조되고 있기도 하다.

## 원령으로서의 고토바인
유배된 뒤인 가테이(嘉禎) 3년(1237년)에 고토바인은 「만일 이 세상의 망념에 끌려 마연(마귀)이 된다면 나는 이 세상에 재앙을 가져올 것이다. 내 자손이 세상을 차지할 일이 있다면 그것은 모두 내 힘에 의한 것이다. 내 자손이 세상을 취하게 되는 날 나의 명복을 빌게 하라.」라는 치문(置文)을 기록하였다. 또한 《히라도기》에는 미우라 요시무라(三浦義村)나 호조 도키후사(北条時房)의 죽음을 고토바인의 원령 때문이라고 적은 기술이 있어서 그 무렵부터 이미 원령이 되었다고 여겨지고 있었음을 알 수 있다.

## 가계도
- 중궁 : 기쇼몬인(宜秋門院) 구조(후지와라) 타에코(닌시)(九条(藤原) 任子) (1173-1238) - 쿠죠 카네자네(九条兼実)의 딸
  - 제1황녀 : 슌카몬인(春華門院) 노보루코(쇼시) 내친왕(昇子 内親王) (1195-1211）
- 비 : 쇼메이몬인(承明門院) 미나모토노 아루코(자시)(源 在子) (1171-1258) - 호쇼지(法勝寺)승려 노엔(能円)의 딸이자, 미나모토 미치치카(源 通親)의 양녀
  - 제1황자 : 다메히토 친왕(為仁親王) - (쓰치미카도 천황)
- 비 : 슈메이몬인(修明門院) 다카쿠라(후지와라) 시게코(쥬시)(高倉(藤原) 重子) (1182-1264) - 다카쿠라 노리스에(高倉範季)의 딸
  - 제3황자 : 모리나리 친왕(守成 親王) - (준토쿠 천황)
  - 제6황자 : 야스나리 친왕(雅成 親王) (1200-1255)
  - 제8황자 : 손카 법친왕(히로나리 친왕)((尊快入道親王(寛成 親王)) (1204-1246)
- 고이(更衣) : 비초노쓰보네(尾張局) (?-1204） - 승려 호겐(法眼) 겐세이(顕清)의 딸
  - 제9황자 : 도카쿠 법친왕(아사히토 친왕)(道覚 法親王(朝仁 親王)) (1204-1250)
- 텐지(典侍)：소납언텐지(少納言典侍) 후지와라 씨(藤原氏)
  - 제5황자 ：도슈 법친왕(道守 法親王) (1198-?)
- 후궁 : 보몬노쓰보네(坊門局) 후지와라 씨(藤原氏) - 보몬 노부키요(坊門 信清)의 딸
  - 제2황자 : 도조 법친왕(나카히토 친왕)(道助 法親王(長仁 親王) (1196-1249)
  - 제3황녀 : 가요몬인(嘉陽門院) 이야코(레이시) 내친왕(礼子 内親王) (1200-1273）
  - 제7황자 : 요리히토 친왕(頼仁 親王) (1201-1264)
- 후궁 : 효에토쿠노쓰보네(兵衛督局) 미나모토씨(源氏) - 미나모토노 노부야스(源 信康)의 딸
  - 제2황녀 : 스미코(슈쿠시) 내친왕(粛子 内親王) (1196-?)
- 후궁 : 다이쿠노쓰보네(大宮局) 후지와라씨(藤原氏) - 후지와라노 사다요시(藤原定能)의 딸
  - 10황자 : 손엔 법친왕(尊円 法親王) (1207-1231)
  - 황자 : 고추 법친왕(行超 法親王)
- 후궁： 이가노쓰보네(伊賀局) 키키(亀菊)
- 후궁：다키(滝) (?-1265)
  - 제4황자：가쿠닌 법친왕(覚仁 法親王) (1198-1266)
- 후궁： 우에몬토쿠노 츠보네(右衛門督局)
  - 제4황녀：히로코 내친왕(凞子 内親王) (1205-?)
- 후궁： 부노키호시(舞女姫法師)
  - 황자 : 가쿠요(覚誉)
  - 황자 : 도엔(道縁)
  - 황자 : 도이(道伊)

## 같이 보기
- 일본 천황

## 참고 문헌
- 고미 후미히코 등 《일본인 이야기》(한은미 역) 도서출판 이손, 2003년
- 카와이 아츠시 《하룻밤에 읽는 일본사》(원지연 역) 알에이치코리아, 2014년